# 中山大樹
中山 大樹（なかやま おおき、1926年1月4日 - 1991年11月27日）は、日本の工学者。山梨大学名誉教授。

## 来歴
専門は応用微生物学、発酵学。

## 略歴
- 1923年 - 現在の山口県萩市に生まれる
- 1947年 - 千葉工業大学工学部冶金学科（現機械サイエンス学科）卒業後、東京大学応用微生物学研究所（現東京大学分子細胞生物学研究所）入所
- 玉川大学工学部教授
- 1986年 - 山梨大学工学部教授
- 1987年 - 山梨大学工学部環境整備工学科教授
- 1990年 - 山梨大学工学部教授
- 1991年 - 交通事故のため死去[1]

## 著書
- 中山大樹 『環境調査のための微生物学』 講談社、1975年、ISBN 978-4061298897